# بنو غلیس (یمن)
 بنو غلیس  (در عربی:  بَنو الغُلیس)
نام روستایی است در دهستان الغُربان از توابع استان عَدَن در کشور یمن در شبه جزیره عربستان. 

## جمعیت
جمعیت آن (۷۰ ) نفر (۸ خانوار) می‌باشد.